# Haydar Karataş

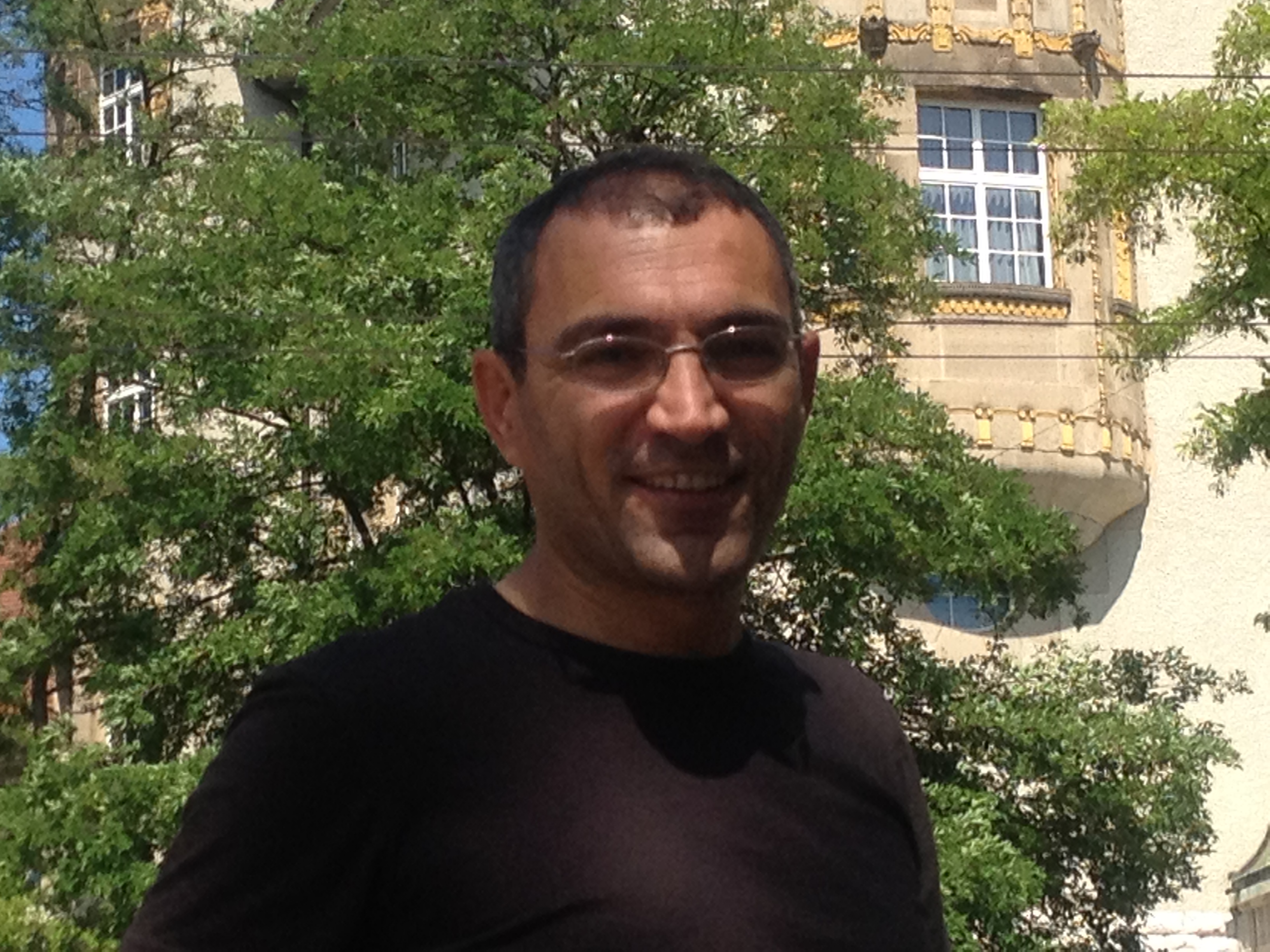
Haydar Karataş (2012)

Haydar Karataş (* 1973 in Hozat) ist ein türkischer Schriftsteller.
Karataş saß als politischer Aktivist lange in der Türkei im Gefängnis, bevor er in die Schweiz emigrierte, wo er seither als Schriftsteller lebt. In seinem 2010 erschienenen Roman „Nachtfalter“ erzählt Karataş die große Tragödie des Dersim-Aufstands aus der Perspektive eines kleinen Mädchens.

## Leben und Werk
Haydar Karataş wurde 1973 im Dorf Haçeli im anatolischen Tunceli als siebtes Kind in einer zwölfköpfigen Familie geboren. Bis zu seinem sechsten Lebensjahr sprach er ausschließlich Zazaki, Türkisch lernte er erst mit dem Besuch der Internatsschule. Bereits während seiner Zeit auf dem Gymnasium in Istanbul wurde er politisch aktiv und veröffentlichte seine erste Kurzgeschichte in einer Zeitschrift. Dies brachte ihm seine erste Verhaftung ein.
Haydar Karataş engagierte sich in einer linken Organisation und wurde 1992 ins Gefängnis geworfen, wo er insgesamt zehn Jahre und vier Monate einsaß. Das Schreiben half ihm, die Gefängniszeit zu überstehen. Von 1996 bis 2000 verfasste er den Roman »Nachtfalter«. Sämtliche Aufzeichnungen wurden jedoch beschlagnahmt.
Nach seiner Entlassung emigrierte er 2003 in die Schweiz, wo er seither lebt und arbeitet. Nach einem Besuch seiner Mutter im Jahre 2007 gelang es ihm, den Roman zu rekonstruieren, der aus der Lebensgeschichte seiner Mutter und Großmutter schöpft. 2010 erschien »Gece Kelebeği« (Nachtfalter) in türkischer Sprache. Die darin enthaltenen Märchen sind eine Reminiszenz an die allabendlichen Erzählungen seiner Eltern, Handlung und Dialoge ein Spiegel der Traditionen, Rituale und Alltagskultur des heimatlichen Dersim seiner Kindheit.
»Nachtfalter« ist das zweite Buch einer Trilogie. Der erste Band namens »On İki Dağın Sırrı« (Das Geheimnis der zwölf Berge) erschien 2012 in türkischer Sprache. Derzeit schreibt Haydar Karataş am dritten Band der Trilogie. Bislang veröffentlichte er Erzählungen in den Anthologien »Bir Dersim Hikâyesi« (Eine Geschichte vom Dersim, 2012), »Merhaba Asker« (Hallo Soldat, 2013) und »İstenmeyen Çocuklar. Roboski Katliamını Hatırlamak ve Hatırlatmak« (Die unerwünschten Kinder. Erinnerung und Mahnung an das Massaker von Roboski, 2014). Für die Sonntagsausgabe der Tageszeitung »Bir Gün« verfasst er einen wöchentlichen Literaturessay.

## Werke
- Nachtfalter/Perperık-a Söe. Dagyeli, J & D (Verlag) 2016, ISBN 978-3-935597-89-0.
- Gece Kelebeği/Perperık-a Söe. İletişim Yayınları 2010, ISBN 978-975-05-0770-0.
- On İki Dağın Sırrı. İletişim Yayınları 2012, ISBN 978-975-05-1066-3.
- Bir Dersim Hikayesi. Metis Yayınları, 2012, ISBN 978-975-342-872-9.
- Merhaba Asker. Metis Yayınları, 2014.
- Zaroken Nexwesti, Roboski. (mit Müge Tuzcuoglu), 2014, ISBN 978-975-05-1680-1.
- Ejma'nın Rüyası. NoteBene Yayınları, 2017, ISBN 978-605203602-0.